# Tangara guira
Hemithraupis guira
Espèce
Statut de conservation UICN

 LC  : Préoccupation mineure
Le Tangara guira (Hemithraupis guira) est une espèce de passereau de la famille des Thraupidae.

## Répartition
On le trouve en Argentine, Bolivie, Brésil, Colombie, Équateur, Guyane, Guyana, Paraguay, Pérou, Suriname et Venezuela.

## Habitat
Il habite les forêts humides tropicales et subtropicales de plaine et les forêts primaires fortement dégradées.